# Ga Jegi-dong
Ga Jegidong (Tiếng Hàn: 제기동역, Hanja: 祭基洞驛) là ga tàu điện ngầm trên Tàu điện ngầm vùng thủ đô Seoul tuyến 1 ở Yongsin-dong, Dongdaemun-gu, Seoul và suối Jeongneungcheon đi qua ga này. Gần Lối ra số 2 của nhà ga này có Ga Seongdong hiện đã không còn tồn tại, từng là điểm khởi đầu của Tuyến Gyeongchun trong quá khứ. Nhà ga còn nằm gần Chợ Gyeongdong, còn được biết đến như chợ dược phẩm.

## Lịch sử
- 15 tháng 8 năm 1974: Công việc kinh doanh bắt đầu với việc khai trương Tàu điện ngầm Seoul tuyến 1
- 21 tháng 12 năm 2005: Do ga Dongmyo mở cửa, số ga của Tuyến 1 đã được thay đổi từ 126 thành 125.

## Bố trí ga
| ↑ Cheongnyangni (Ga ngầm) |
| \| S/B                    |
| Sinseol-dong ↓            |

| Hướng Bắc | ●Tuyến 1 | ← Hướng đi Cheongnyangni · Đại học Kwangwoon · Uijeongbu · Yeoncheon   |
| Hướng Nam | ●Tuyến 1 | → Hướng đi Sinseol-dong · Tòa thị chính · Seoul · Incheon · Sinchang → |

## Xung quanh nhà ga
Gần nhà ga có chợ Seoul Yangnyeong và chợ Gyeongdong chuyên bán thuốc đông y.
- Chợ Gyeongdong
- Đại học Hàn Quốc
- Tổng công ty bảo hiểm y tế quốc gia
- Văn phòng Dongdaemun-gu
- Trung tâm phúc lợi xã hội Dongdaemun
- Chợ Yangnyeong Seoul
- Seonnongdan
- Ga Seongdong cũ
- Trường trung học cơ sở Seongil
- Chợ Yongdu
- Trường tiểu học Seoul Yongdu
- Trung tâm phúc lợi hành chính Yongsin-dong
- Jeongneungcheon
- Trung tâm phúc lợi hành chính Jegi-dong
- Trường tiểu học Jongam
- Viện nghiên cứu và thử nghiệm dệt sợi Hàn Quốc
- Cơ quan việc làm cho người khuyết tật Hàn Quốc, Trung tâm đào tạo người khuyết tật phát triển Seoul

## Hình ảnh

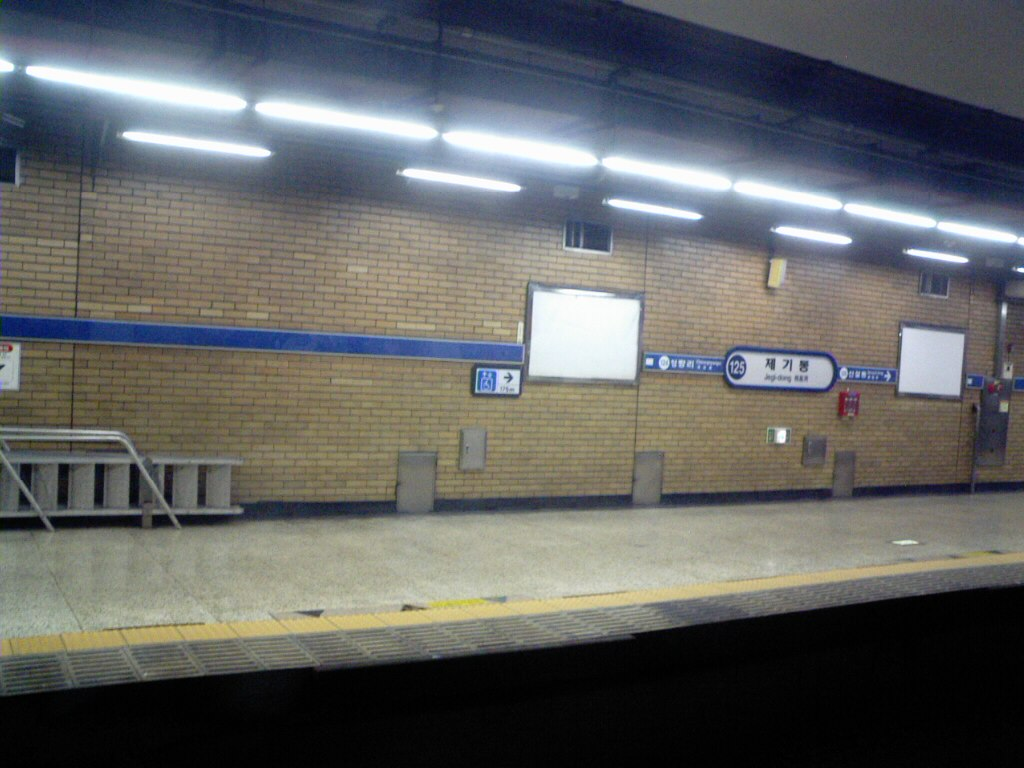
Sân ga (Trước khi lắp đặt cửa chắn)
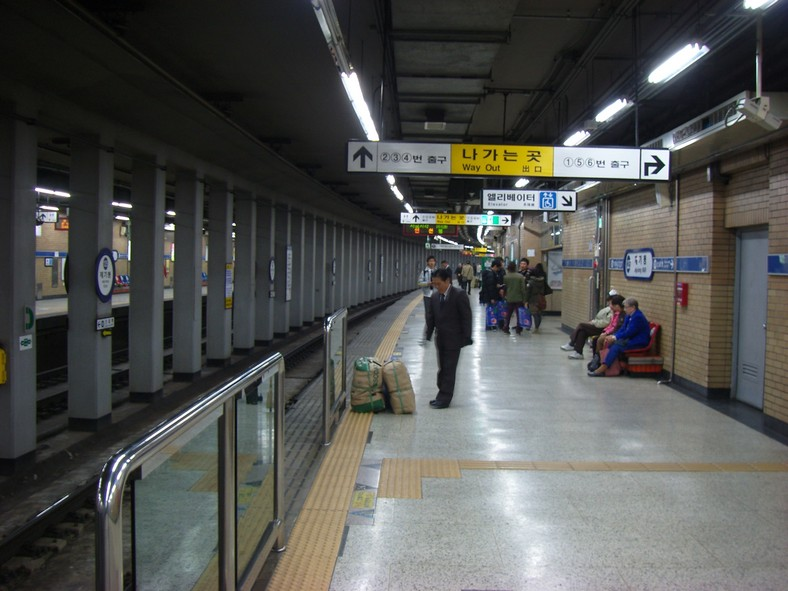
Sân ga (Trước khi lắp đặt cửa chắn)